# Fockeeae
Fockeeae és una tribu d'angiospermes pertanyent a la família de les apocinàcies (gencianals) localitzada a l'Àfrica àrida. Aquesta tribu està formada per dos gèneres.

## Descripció
Són herbàcies perennes enfiladisses (moltes espècies del gènere Fockea són erectes) amb unes fulles ben desenvolupades i amb la tija lignificada. Solen assolir una bona mida. Normalment desenvolupen un òrgan subterrani d'emmagatzemament, moltes vegades per a l'aigua, el qual és utilitzat pels habitants de la zona per al consum i per a guardar aigua. L'estructura floral d'ambdós gèneres és molt similar, la diferència rau en el fet que l'àpex de l'antera del gènere Fockea està dilatat, mentre que al gènere Cibirhiza està aplanat i membranós. A més a més, la part basal de la corol·la a Cibirhiza és campanulada mentre que la de Fockea és tubular. L'antera és biloculada on el pol·len s'agrupa en pol·linis sèssils a la part dorsal del corpuscle.

## Taxonomia
L'any 1994 es va escindir aquesta tribu, amb dos gèneres, a partir de la Marsdenieae, degut a la complexa estructura de la corona, la manca de caudícules i les diferències del seu pol·lini.
Com mostren diversos estudis independents de les característiques morfològiques i moleculars, Fockea podria ser el nexe intermedi entre les secamonàcies i la resta d'asclepiadàcies. A totes les anàlisis taxonòmiques Fockea apareix a la base de les asclepiadàcies.
Els dos gèneres que pertanyen a aquesta tribu són:
- Cibirhiza
- Fockea